# こままりえ
こま　まりえ（1986年5月24日 - ）は日本のアイドル、タレント、女優。最近は女優・タレント業に加え、歌手活動も開始。東京都目黒区出身（出生は長野県）。日本赤十字看護大学看護学部看護学科を卒業。看護師国家資格、保健師国家試験資格、AED国際ライセンスなどの資格を取得している。現役ナースとタレントの両方の顔を持ちあわせている。現在様々な分野でマルチに活動中。

## 略歴
- 1986年5月24日、長野県生まれ。育ちは東京。

## 人物
- 趣味は宝塚歌劇観賞、ブログ更新、ゲーム。
- 特技はフランス語、採血、注射。
- 看護師国家資格、保健師国家資格、AED（自動体外式除細動器）の国際ライセンスを取得している。
- 好きな色はピンク・白・茶色。好きな動物は犬とウサギ。
- ブログは芸能人ブログ〈ポピュラー部門〉で連日1位をキープする盛況ぶりで、αブロガーとしても活躍している。
- 最近サッカー観戦にはまっている。
- 三国志に興味があり、好きな国は蜀である。好きな武将は、諸葛亮様と関羽殿。
- マルプー（マルチーズとトイプードルのミックス犬）を飼っている。

## 出演

### 広告、CM
- CMアミノバイタル（2005年） - TVCM
- アパレルブランド・ZERO GRAVITY（2008年）
- Baby Skin24（ベンチャーバンク） - ベイビースキン24インタビュー
- Panasonic スチーマースペシャルサイト『毎日使えるスチーマーTIPS』（2011年9月 - ） - 素顔イメージモデル
- NTT docomo『Bag Interview カバンが語る、女子スマホ生活。』（2011年9月 - ） - 私物、インタビュー掲載
- Dolts×BREO『“モテ息美人”キャンペーン』（2012年9月 - ） - イメージモデル

### TV
- やんパパ（2002年10月、TBS）レギュラー
- オビラジR（2007年 - 、TBS）オビガールG
- ドリーム・プレス社（2008年5月、TBS）メイクモデル
- 行列のできる法律相談所（2008年6月、日本テレビ）
- 栞と紙魚子の怪奇事件簿（2008年6月、日本テレビ）
- ザ・ベストハウス123（2008年7月、フジテレビジョン）
- 美少女NAVI#74（2010年3月、スカパー! Ch720）

### 映画
- 体育館ベイビー（2008年5月、ポニーキャニオン） - 学生 役
- おいしい食卓（2010年2月、ティーエムシー） - 峰岸彩花 役
- L or R（2011年4月） - 主演：唯 役
- AI〜ある彼女の世界征服?!〜（2011年6月・劇場公開作品） - 準主演：前原雫 役（主演：小泉麻耶）
- 江の島と君とぼく（短編映画・映画祭エントリー作品） - 主演：琴美 役 / 奏 役（二役）

### 舞台
- We're ワトソン（作・演出：桝川譲治、2006年12月、ジョーズカンパニー）
- ハッピーエンド（作・演出：大島信久、2008年4月）

### イメージガール
- アパレルブランド・ZERO GRAVITYイメージガール（2008年4月 - ）
- SEGAアーケードゲーム『三国志大戦』イメージガール（2009年4月 - ）

### DVD
- Baby-doll（2011年3月20日、Blue Corner）
- AI〜ある彼女の世界征服!?（2011年7月15日、日本メディアサプライ）

### 音楽
- Deep Spiral（2011年3月25日）

詞・曲：SAIJI
映画『AI〜ある彼女の世界征服!?』〜主題歌

### ラジオ
- ∞Tokyo Spiral Radio（2011年4月 - 、ポッドキャスト） - メインMC

### PV
- ジェームス・ブラント album『All The Lost Souls』内「キャリー・ユー・ホーム」 Carry You Home/James Blunt（2007年）

フジテレビ土曜プレミアムスペシャルドラマ「愛馬物語」主題歌

### 声優
- 三国志大戦イメージガール・声優（2009年4月 - ）
- au oneイベント用ボイス（2010年 - ）

### ゲーム
- セガ・エンターブレイン共同企画三国志大戦イメージガールプロジェクト「ギャル国志」

他候補生：フォンチー（アイドリング!!!）、鍛冶谷恵美
- 三国志大戦3 頂上対決列伝 第一章・DVDムック
- 三国志大戦3 頂上対決列伝 第二章・DVDムック
- 三国志大戦3 頂上対決列伝 第三章・DVDムック
- 三国志大戦界 ギャル国志外伝

### 雑誌
- bea's up（2006年 - ）ビューティーモデル
- Calens（2007年 - ）専属モデル
- Tokyo Walker（2008年7月）特集モデル
- 週刊実話（2011年2月）カラーグラビアページ
- anan（2012年9月）anan presents Doltz×BREO特集モデル
- Ray
- ar
- FYTTE
- Steady
- 東京スポーツ（2011年3月3日号）中綴じカラー掲載

### 執筆
- 月刊メガストア　コラムページ内「ナースこままりえ 白衣の天使物語」毎月連載（2010年12月 - ）

### イベント
- 三国志大戦イベント
- 資生堂 TSUBAKI　TSUBAKI HILLSオープニングセレモニー　椿ガール（2007年9月、表参道ヒルズ）
- kireone.jp「きれいなおねえさんは、好きですか。」メンバー
- Panasonicヘルスケア・女磨きクチコミ白書　素敵カラダプロジェクトメンバー
- AmebaGGメンバー